# Roman Tomeš
Roman Tomeš (* 7. února 1988 Vrchlabí) je český zpěvák a herec.
Jeho manželkou je česká herečka a zpěvačka Michaela Tomešová, s kterou má dvě děti, kluky Jonáše a Kristiána. 

## Život
Vyrůstal v Lomnici nad Popelkou. Po základní škole začal studovat na Masarykově obchodní akademii v Jičíně. Po maturitě se rozhodl jít na Konzervatoř Jiřího Ježka v Praze. Již ve druhém ročníku dostal roli Giacomy Salaie v muzikálu Mona Lisa v pražském divadle Broadway. Následně dostal roli hlavní postavy Tomáše v muzikálu Osmý světadíl v divadle Kalich.
V roce 2015 získal širší nominaci na Cenu Thálie 2015 za hlavní roli Rogera v kultovní rockové opeře RENT.
V roce 2016 vydal své debutové album Navěky.
Se zpěvačkou Evou Burešovou nazpíval roce 2020  duet Ty a já. 

## Filmografie
- 2013 – Doktoři z počátků (Pavel)
- 2020 – Slunečná (Tony)[2]